# Livescribe
La plataforma de computadora en papel de Livescribe consiste de una pluma digital, papel digital, aplicaciones de software, y herramientas de desarrollo.
Lo central en la plataforma de Livescribe es la pluma inteligente, un bolígrafo con una computadora integrada y una grabadora de audio digital. Cuando se usa con papel digital, digitaliza lo que escribe para después subirlo a una computadora y sincronizar esas notas con cualquier audio que haya grabado.  Esto permite a los usuarios repetir partes de la grabación dándole clic a las notas que tomaron en el momento en el que fue hecha la grabación. También es posible seleccionar cuál parte de la grabación repetir haciendo clic en la parte relevante de la grabación en la página en pantalla, una vez que ha sido sincronizada en el software de escritorio de Livescribe.
Jim Marggraff, inventor de la LeapFrog FLY Computadora Pentop y creador del Sistema de Aprendizaje LeapPad, dejó Leapfrog en el 2005 para formar Livescribe.

## La Pluma Inteligente

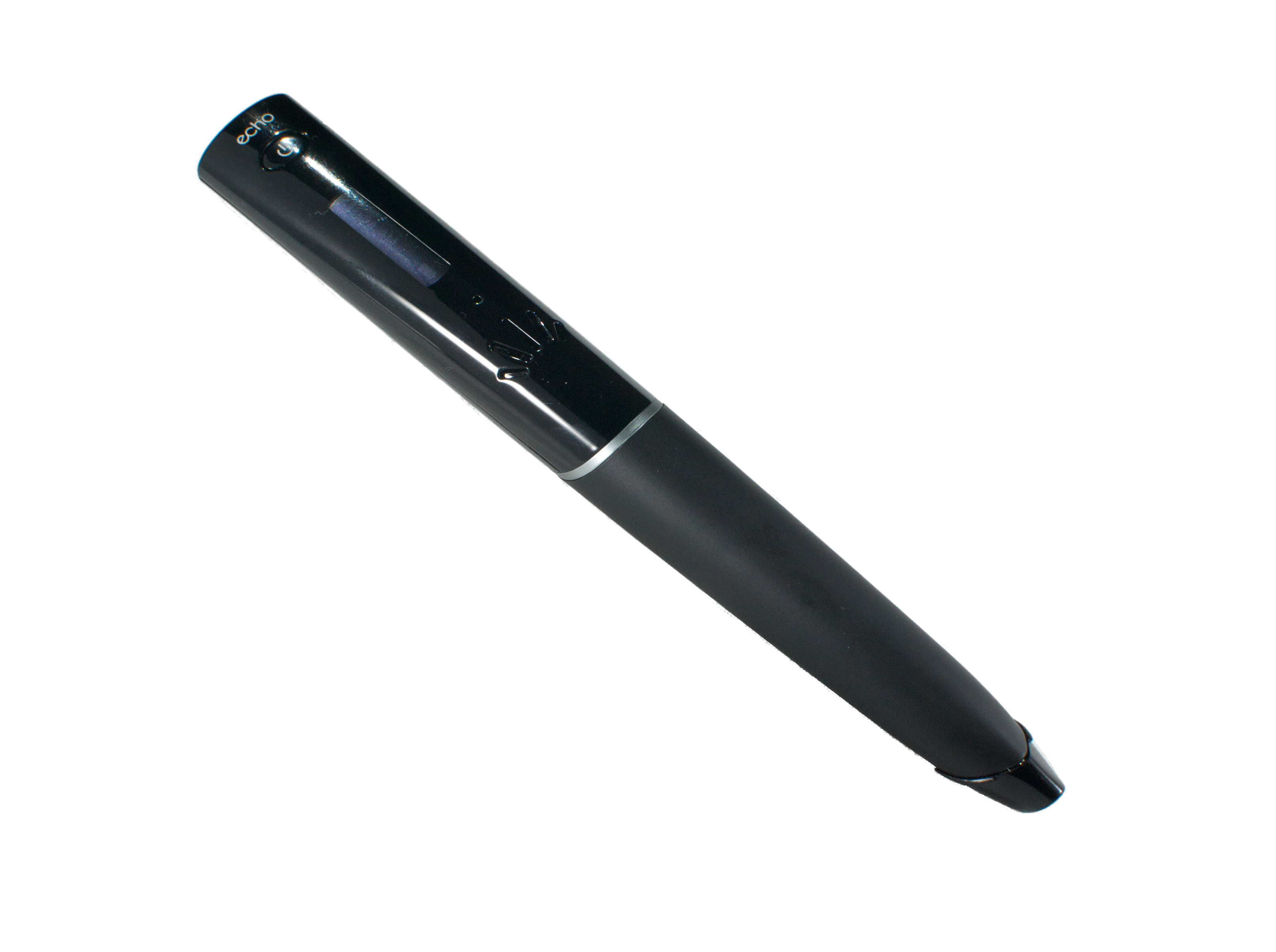
La Pluma Echo de Livescribe

Una pluma inteligente Livescribe tiene el tamaño y peso de una pluma larga (5/8" x 6 1/8"), está equipada con un cartucho de tinta removible, un micrófono para grabar audio, un altavoz para reproducción, un pequeño monitor OLED , una cámara infrarroja, y una memoria flash interna que captura notas escritas, audio y dibujos.
El usuario puedo elegir si grabar audio además de texto escrito. El audio se mantiene indexado con el texto escrito— dando clic en una palabra escrita, da inicio a la reproducción del audio grabado desde esa parte de la grabación. 
La pluma inteligente permite la instalación de tantas aplicaciones como quepan en la memoria, y el suministro con varias aplicaciones. Si se da clic a las imágenes correctas, esta puede funcionar como calculadora, por ejemplo, o puede traducir palabras (el software traductor incluye sólo 21 palabras en una pequeña selección de idiomas- desde septiembre de 2010 no hay planes públicos para hacer disponible una versión completa de este traductor).
Livescribe ha hecho cuatro versiones de esta pluma inteligente: Pulse, Echo, Sky Wi-Fi (o Livescribe Wi-Fi), y Livescribe 3. Las plumas pueden almacenar hasta 100 horas de audio por gigabyte. 
- La pluma inteligente Pulse, lanzada en marzo de 2008, está disponible con 1, 2 o 4 Gigabytes de almacenamiento flash. Esta requiere una base especial de USB y una toma de auriculares de 2.5mm.[2]
- La pluma inteligente Echo, lanzada en julio de 2010, viene con ya sean 2GB, 4GB u 8 GB de memoria. En comparación con la pluma inteligente Pulse, es menos redonda y usa puertos de conexión más estandarizados. La Echo integra un cable estándar micro USB mediante el software de escritorio y puede conectarse a auriculares con uno de 3.5 milímetros jack.[2]
- En octubre de 2012, Livescribe anunció la pluma inteligente Sky Wi-Fi, la cual usa Wi-Fi para transferir las notas y el audio a Evernote sin tener que usar el software de escritorio del propietario de Livescribe.[3] En la Unión Europea, este producto se vende como "La Pluma Inteligente Livescribe Wi-Fi" debido a una disputa de marca con BSkyB.[4]
- En noviembre de 2013, la Livescribe 3 fue lanzada.[5] Esta usa Energía Baja de Bluetooth (BT 4.0) para almacenar el contenido de página y el audio en un teléfono inteligente. El diseño físico tuvo cambios clave. La pantalla OLED y el micrófono se omitieron y el monitor del teléfono inteligente se usó en su lugar. La batería de la pluma tuvo una mejora y también se conserva el contenido escrito de la página.

## Disponibilidad para sistemas operativos
Este producto estaba disponible inicialmente para el uso de computadoras con Microsoft Windows, pero la Versión 1.0 de escritorio de Livescribe para la Mac se hizo disponible para descargar en marzo de 2009.  Se requiere OS X 10.5.5 o mejor, y fue uno de los nueve productos designados como "Best of Show" en la Expo Macworld de 2009.  No hay una versión oficial para Linux en este momento, sin embargo, ha habido esfuerzos para hacer que el producto trabaje con Linux,LibreScribe y Smartpen-Browser. Livescribe ha proporcionado un foro para usuarios a petición de usuarios de Linux. El lanzamiento de Apple de la Snow Leopard causó compatibilidad y funcionalidad con la instalación del controlador de Livescribe.  El 31 de agosto de 2009, Livescribe lanzó beta 1.2 el cual arregla todos asuntos de compatibilidad, aunque aquellos que anteriormente trataron de instalar el software viejo necesitarán borrar la carpeta vieja manualmente.
La función de reconocimiento de escritura se proporciona por una tercera aplicación, MyScript por Vision Objects Inc., la cual se vende por separado a $29.95 (dlls). Desde agosto de 2009, esta está disponible tanto en Microsoft Windows como en Mac (Procesador-Intel).

## Papel, aplicaciones y compartición

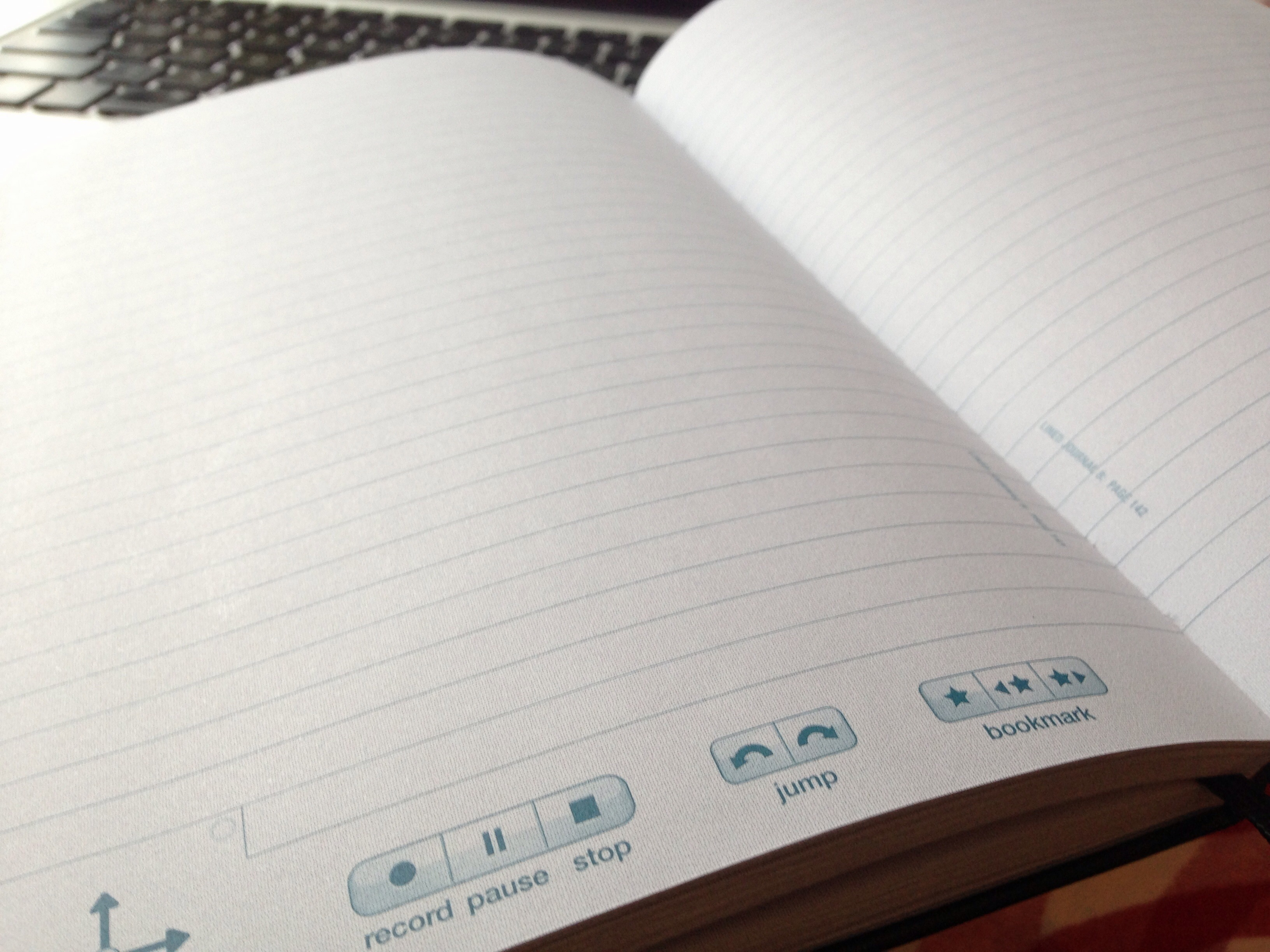
Papel de punto LiveScribe

El papel especial de Livescribe que permite la grabación de notas usa un sistema de punto-posicionamiento patentado con licencia de Anoto.

### El patrón
Al igual que con todas las plumas basadas en patrones de Anoto, la pluma inteligente sólo puede determinar su posición el la página cuando se usa con papel pre-impreso con el patrón de puntos.
Livescribe vende notebooks con estilos diferentes, los usuarios también pueden imprimir su propio papel de puntos con una impresora láser capaz de al menos 600 puntos por pulgada.(Una impresora láser monocromático o a color funciona.)
El patrón de Anoto consiste en numerosos puntos negros pequeños en patrones que son esencialmente invisibles para el ojo humano, pero pueden ser detectados por la cámara infrarroja de la pluma. El patrón indica la posición exacta de la pluma digital en la página, y cada página tiene una identidad única para que puedan ser distinguidas de otra.

### Compartición
Las notas y el audio se pueden enviar a otros usuarios como un "pencast" a través del software de escritorio de Livescribe. El servicio Connect de Livescribe, lanzado en mayo de 2011, permite enviar los pencasts a través de correo electrónico, Evernote, Facebook, Google Docs, entre otros. Estos también pueden guardarse como un Pencast interactivo en PDF que se puede ver en versiones 10 y mejores de Adobe Reader.
Mientras que la compatibilidad con OneNote 2010 estaba inicialmente disponible, LiveScribe no ha proporcionado soporte para la conectividad con OneNote 2013.

## Herramientas de desarrollo
Livescribe desarrolló un kit de desarrollo de software (SDK) Penlet para permitir el desarrollo de aplicaciones para la pluma inteligente. El SDK se basa en Java, y las aplicaciones se ejecutan directamente en la propia pluma. Las aplicaciones pueden desplegar texto y menús, así como producir retroalimentación de audio. Un SDK de escritorio para sistemas operativos de Microsoft y Macintosh también se prometió, para permitir a los desarrolladores tener acceso a los archivos guardados en la pluma.
El 2 de junio de 2009, Livescribe anunció el prelanzamiento de la versión SDK 1.0 para Windows en la conferencia JavaOne de 2009. Se le dio seguimiento en diciembre de 2009 con el anuncio del desafío global de desarrolladores para "...fomentar la creación de aplicaciones imperiosas para la pluma inteligente Pulse en el 2010 y más allá."
El 27 de abril de 2010, Livescribe anunció a los ganadores del Desafío de Desarrolladores.
- Ganador del People's Choice Grand Prize: nodewave MasterMind por Michel Bagnol
- Ganador del Expert Panel: Audible Healthcare por Charles Caraher
- Ganadores por categoría de los People's Choice
  - Categoría de productividad: nodewave SwissKnife All-in-One por Michel Bagnol
  - Categoría de entretenimiento: Sudoku por Chris Rogers
  - Categoría de educación: iDK Words/Thesaurus por Phil Trevino; SpellingMe por Brad Rippe

En julio de 2011, Livescribe anunció el cierre de su tercer programa de desarrolladores. La principal razón de Livescribe por este cierre fue para concentrarse en el "acceso a la nube, almacenamiento y servicios." El cierre de este programa de desarrolladores inquietó a la comunidad de desarrolladores que habían invertido en el programa, muchos de los cuales mantienen una campaña activa para convencer a Livescribe de traer de vuelta el programa.

## Uso y recibimiento
Desde marzo de 2008 hasta julio de 2010, Livescribe vendió 400,000 productos. Aproximadamente treinta por ciento de los clientes son estudiantes universitarios, mientras que la mayoría son profesionistas en campos como periodismo, derecho o ventas. Algunas universidades permiten los productos Livescribe a estudiantes con dificultades de aprendizaje para reducir la ansiedad relacionada con la toma de notas.
PC World calificó la pluma Pulse original de Livescribe en 93/100. Un informe de Associated Press de septiembre de 2011, comparó la pluma Echo de Livescribe con un iPad con el propósito de tomar notas y concluyó que la Echo es "la mejor herramienta". Livescribe fue nombrada como una de las "Cincuenta Mejores Innovaciones Tecnológicas" de BusinessWeek' en junio de 2009. Los reconocimientos recibidos por Livescribe incluyen el Codie Award, El  Editor's Choice Award de MacLife, y el Silicon Valley Business Journal's Emerging Tech Award.
Algunos usuarios han notado que el ambiente ruidoso puede llegar a ser un problema. El micrófono incorporado en la pluma puede grabar pequeñas cantidades de ruido en el papel, y el ruido ambiental es a menudo más fuerte que un altavoz lejano. Sin embargo, los auriculares incluidos tienen micrófonos integrados que reducen el ruido ambiental. (Los auriculares para la Echo se compran por separado).
El tamaño y las capacidades de grabación de audio de la pluma inteligente, han llevado a la gente a cuestionarse por la ética y legalidad de usar el producto. Por ejemplo, en 2009, Delta Air Lines acusó al gerente del Aeropuerto de Atlanta de usar ilegalmente una pluma Livescribe para grabar una junta de oficiales de la ciudad y de la aerolínea sin su consentimiento. La ciudad de Atlanta concluyó una investigación de este asunto el año siguiente y no logró encontrar evidencia suficiente de que el gerente del aeropuerto trato de grabar conversaciones privadas de la aerolínea intencionalmente. Livescribe insta a sus clientes a "comportarse éticamente y demostrar cortesía común cuando se trata de privacidad personal", así como lo harían con dispositivos comunes como cámaras y celulares.
Algunos usuarios han expresado frustración con la percepción de falta de respuesta a las solicitudes de mejoras en la funcionalidad.  Entre las mejoras más solicitadas están la capacidad de imprimir formularios en papel de patrón de puntos y una agenda para su uso con el sistema de la pluma.  Estas solicitudes empezaron a surgir poco después del lanzamiento del sistema de la pluma, sin embargo las respuestas de la empresa son poco frecuentes y tienden a ser superficiales.

## Problemas de OLED
Parecen haber fallas con el diseño de las pantallas OLED o posiblemente con el firmware en los modelos Pulse, Echo y Sky (WiFi). OLED se debilita después de uno a tres años, haciendo la pluma inutilizable ya que no es posible saber si la pluma está encendida o no. Los usuarios han reclamado a Livescribe, y la respuesta oficial de la compañía es dar consejos a los usuarios para el mantenimiento de la pluma y después sugerirles comprar una nueva pluma con descuento como un reemplazo. Los usuarios que han recibido un reemplazo encontraron el mismo problema. El problema de OLED ha enajenado a muchos usuarios Livescribe, especialmente con los altos precios de los accesorios de la misma pluma. Una vez que el monitor OLED falla: Muchas cámaras de celulares pueden ver la luz infrarroja emitida cuando la pluma está encendida, entonces usar la cámara para ver el frente de la pluma y presionar el cartucho de tinta es una manera de determinar el estado de funcionamiento. Adicionalmente, usar el icono de Volume Up/Down emite un beep cuando la pluma está encendida. Desafortunadamente, no hay manera de determinar si la pluma está o no grabando audio sin las indicaciones de OLED, haciendo inútil una de sus principales funciones.